# Copa Libertadores de Futsal Feminino de 2017
A Copa Libertadores de Futsal Feminino de 2017 foi uma competição de clubes de futsal feminino do continente sul-americano. Foi a quarta edição da principal competição de clubes de futsal feminino do continente, organizada pela Confederação Sul-Americana de Futebol (CONMEBOL). O torneio foi disputado no Paraguai, em julho. O campeão foi o Female/Unochapecó, conquistando seu segundo título no torneio.

## Formato
A competição foi composta de dois grupos de cinco times cada, onde os dois primeiros e os dois segundos colocados de cada grupo se classificaram para as semifinais. Após as semifinais, os dois classificados se enfrentam na final para definir o campeão sul-americano.

## Participantes
| País                 | Equipe                  |
| -------------------- | ----------------------- |
| Argentina · (1 vaga) | San Lorenzo             |
| Bolívia · (1 vaga)   | Atlantes                |
| Brasil · (1 vaga)    | Female/Unochapecó       |
| Chile · (1 vaga)     | Palestino               |
| Colômbia · (1 vaga)  | Real Antioquia          |
| Equador · (1 vaga)   | Cumanda Agua Lluvia     |
| Paraguai · (1 vaga)  | Sport Colonial          |
| Peru · (1 vaga)      | Municipalidad San Borja |
| Uruguai · (1 vaga)   | Río Negro City          |
| Venezuela · (1 vaga) | Trujillanos             |

## Primeira fase

### Grupo A
| Equipes                 | Pts | J | V | E | D | GP | GC | SG  |
| ----------------------- | --- | - | - | - | - | -- | -- | --- |
| Sport Colonial          | 10  | 4 | 3 | 1 | 0 | 14 | 5  | 9   |
| Trujillanos             | 10  | 4 | 3 | 1 | 0 | 14 | 7  | 7   |
| Río Negro City          | 6   | 4 | 2 | 0 | 2 | 10 | 9  | 1   |
| Cumanda Agua Lluvia     | 3   | 4 | 1 | 0 | 3 | 11 | 16 | -5  |
| Municipalidad San Borja | 0   | 4 | 0 | 0 | 4 | 4  | 16 | -12 |

### Grupo B
| Equipes           | Pts | J | V | E | D | GP | GC | SG  |
| ----------------- | --- | - | - | - | - | -- | -- | --- |
| Female/Unochapecó | 12  | 4 | 4 | 0 | 0 | 25 | 3  | 22  |
| Palestino         | 7   | 4 | 2 | 1 | 1 | 13 | 16 | -3  |
| San Lorenzo       | 6   | 4 | 2 | 0 | 2 | 12 | 12 | 0   |
| Real Antioquia    | 2   | 4 | 0 | 2 | 2 | 6  | 11 | -5  |
| Atlantes          | 1   | 4 | 0 | 1 | 3 | 7  | 21 | -14 |

## Fase final

### Play-Offs
|  | Semifinais                  | Semifinais                  |   |                             | Final                       | Final |  |
|  |                             |                             |   |                             |                             |       |  |
|  | 21 de julho de 2017 - Luque |                             |   |                             |                             |       |  |
|  | Female/Unochapecó           | 6                           |   |                             |                             |       |  |
|  | Trujillanos                 | 1                           |   |                             |                             |       |  |
|  |                             |                             |   |                             |                             |       |  |
|  |                             |                             |   |                             | 22 de julho de 2017 - Luque |       |  |
|  |                             |                             |   |                             | Female/Unochapecó           | 4     |  |
|  |                             | Sport Colonial              | 2 |                             |                             |       |  |
|  |                             |                             |   |                             |                             |       |  |
|  |                             |                             |   |                             |                             |       |  |
|  |                             |                             |   |                             | Terceiro lugar              |       |  |
|  | 21 de julho de 2017 - Luque | 21 de julho de 2017 - Luque |   | 22 de julho de 2017 - Luque | 22 de julho de 2017 - Luque |       |  |
|  | Sport Colonial              | 7                           |   | Trujillanos                 | 4                           |       |  |
|  | Palestino                   | 2                           |   |                             | Palestino                   | 0     |  |

## Premiação
| Campeão                       |
| Brasil                        |
| ----------------------------- |
| Female/Unochapecó (2º título) |